# European Synchrotron Radiation Facility

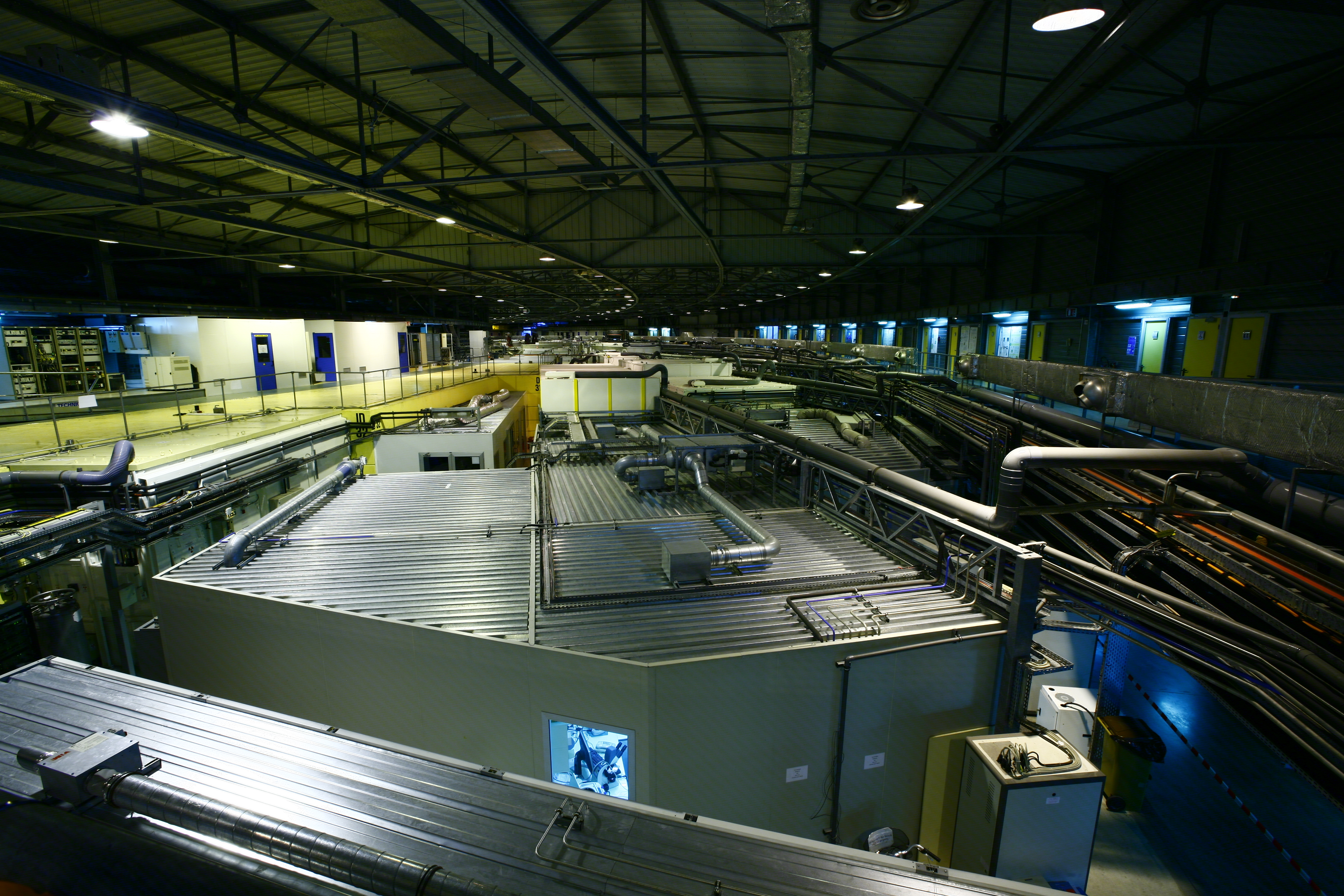
Внутри кольцевого здания.

European Synchrotron Radiation Facility (ESRF) — исследовательский ускорительный комплекс, источник синхротронного излучения четвертого поколения, расположенный в Гренобле, Франция. Комплекс построен в 1994 году совместными усилиями 19 стран (18 европейских стран — Австрия, Бельгия, Венгрия, Великобритания, Германия, Дания, Испания, Италия, Нидерланды, Норвегия, Польша, Португалия, Словакия, Финляндия, Франция, Чехия, Швейцария, Швеция — и Израиль). 
ESRF представляет собой электронный синхротрон на энергию 6 ГэВ с многочисленными каналами вывода СИ из поворотных магнитов и дополнительных вставок (вигглеры, ондуляторы) общим числом около 40, а также быстроциклирующее бустерное кольцо периметром 300 м на полную энергию 6 ГэВ и инжектор бустера — 200 МэВ линейный ускоритель с частотой повторения до 10 Гц. ESRF — самый высокоэнергетичный в Европе синхротрон среди источников синхротронного излучения (выше энергия только у APS в США и SPring-8 в Японии).
| Основные параметры синхротрона | Основные параметры синхротрона |
| ------------------------------ | ------------------------------ |
| Энергия электронов, E          | 6.03 ГэВ                       |
| Периметр, П                    | 844.4 м                        |
| Число сгустков, Nb             | 992                            |
| Частота обращения пучка, f0    | 0.355 МГц                      |
| Бетатронные частоты, νx, νy    | 36.44, 11.39                   |
| Горизонтальный эмиттанс, εx    | 4 нм·рад                       |
| Время жизни пучка, τ           | 60 часов                       |
| Полный ток пучка, Ib           | 200 мА                         |

Годовой бюджет ESRF составляет около 80 млн.евро, на нём постоянно работают более 600 человек, и ещё более 3500 учёных ежегодно посещают центр для проведения экспериментов на каналах вывода СИ.